# 대정군
|  | Daedongyeojido (Gyujanggak) 22-01.jpg |
|  |                                       |

대정군(大靜郡)은 서귀포시 서부에 존재했던 군이다. 대정현(大靜縣)이라고도 했다. 현재의 서귀포시 서부의 대정읍, 안덕면과 동 지역의 구 중문면에 해당하는 서부지역(행정동상 대천동·예래동·중문동)이 해당한다.

## 역사
태종(太宗) 16년(1416년) 제주안무사 오식의 건의에 따라 한라산의 남서부 지역에 해당하는 옛 제주 서도 지역이 대정현으로 분리되었다. 동도 지역은 정의현이 설치되었다.
1864년 대정군(大靜郡)으로 승격하였다가 16년 뒤인 1880년 대정현으로 환원되었다. 1895년에 제주부 대정군이 되었고, 이듬해에 전라남도 대정군이 되었다. 
봉세관의 가혹한 토색질과 세금 수탈, 가톨릭 세력을 등에 업은 천주교인들의 비행과 폭력이 자행되는 가운데 대정군수 채구석(蔡龜錫)이 대표를 맡고 이성교, 송희수, 오대현, 강우백, 강백, 강철호 등 대정군의 유지들이 조직한 상무사(商務社)에 참여하여 이들 폐단에 대한 규탄에 나섰다. 
이들은 오대현과 강우백의 주도로 진정단을 조직하여 주성(州城)으로 가서 제주목사에게 직소하려 하였으나, 제주 천주교회의 마르셀 라크루와 무세(제주명 문제만) 등 신부가 각각 인솔한 천주교도 3백 명과 명월진(明月鎭)에서 충돌하였고, 화기로 무장한 천주교도들은 해산하지 않고 버티는 진정단에게 위협사격을 가하거나 오대현 및 진정단원 다섯 명을 납치하였으며, 철수하는 진정단을 뒤쫓아 대정군까지 몰려와 군내의 무기고를 탈취해 주민들을 위협하였다. 이 과정에서 천주교도들의 무차별 사격으로 신도리 주민 김봉년이 즉사하기까지 했다.
이때 대정군의 관노 이재수가 장두로 나서서 강우백과 조사생, 오대헌(오대현의 형)과 사후 대책을 협의하고, 각 리에 격문을 보내 장정을 모아 민군을 조직해 주성으로 향했다. 주성에 다다르기까지 민군은 진군 도중 교도들의 은거처를 색출해 소탕하며 진격했는데, 이때 천주교도들의 횡포와 세금 남징에 치를 떨던 고을 주민들이 가는 곳마다 민군에 가담, 성원하였으며, 5월 28일에 제주성 군민들의 호응으로 제주성에 입성하였다. 
이때 봉세관의 주구 노릇을 하면서 가혹한 징세 실무를 맡고, 민군에 발포를 명했던 천주교도를 색출해 5월 28일과 29일 양일간에 3백여 명의 천주교도가 피살되었다. 7월에 작성된 《삼군평민교민물고성책》(三郡平民敎民物故成冊)을 보면, 물고자(物故者, 사망자) 수는 총 317명으로서 천주교도가 309명, 평민이 8명, 성별로는 남자 305명, 여자 12명이며, 3개 군의 물고자는 현황으로 볼 때 제주군(36개 리) 93명, 대정군(26개 리) 81명, 정의군(8개 리) 142명이었다. 5월 31일 제주에 온 프랑스군은 천주교도를 학살한 민군에 대한 복수로 천주교도를 제외한 나머지 제주 도민을 모조리 죽이겠다고 공언했지만, 신임 제주목사 이재호가 부당하다며 말려 중지되었고, 6월 10일에 제주에 도착한 찰리사 황기연이 교폐와 세폐 시정을 명한 황제의 고유를 전해, 장두 이재수는  당시 프랑스군에 맞서겠다며 모인 민군 1만 명을 자진 해산시키고 오대현, 강우백 등과 함께 자수하였다. 세 사람은 한성으로 압송되었고 사형에 처해졌다(신축민란). 
1914년 전라남도 제주군으로 병합되어 소멸하였다. 대정군 지역은 3개면으로 재편되었다.
해방 이후인 1946년 제주도의 설치와 함께 구 대정군과 정의군지역이 남제주군으로 독립했다.
1956년 7월 8일 대정면이 대정읍으로 승격했다. 1981년 중문면이 구 정의군지역인 서귀읍과 함께 서귀포시로 승격했다. 남제주군은 동서로 갈라졌으며, 나머지 대정군지역은 남제주군의 서부에 위치하게 되었다. 2006년 통합 서귀포시로 통합되었다.

## 지리
《세종실록》 지리지에는 대정현의 사방 경계가 동쪽으로 정의(旌義)까지 35리, 남쪽으로 큰 바다까지 10리, 서·북쪽으로 제주목까지 27리였다고 적고 있다. 

### 치소(대정읍성)
대정현의 치소는 대정읍성(대정성지)으로, 대정현이 설치되고 2년 뒤인 태종 18년(1418년) 초대 현감인 유신(兪信)이 쌓았다고 전하고 있다. 규모에 대하여 《세종실록》 지리지에는 둘레가 1,179보(步), 《신증동국여지승람》 제주목 대정현조에는 둘레가 2,647자에 높이가 28자라고 하였다. 

### 호수
《세종실록》 세종 8년에는 대정현의 인구가 1천 3백 27호라는 언급이 있고, 지리지에는 세종 연간에 인구가 1,357호에 8,500구였다고 하였다. 

### 군사
《세종실록》에는 대정현의 군정(軍政) 마군(馬軍)이 202명, 보군(步軍)이 468명이었다. 

### 산업
대정현의 농업에 대해 《세종실록》 지리지는 간전(墾田)이 2천 2백 27결이고 그 중에 논이 85결이었다고 적고 있다. 토의(土宜)로는 밭벼(山稻)·조·피·팥·메밀·밀보리였다. 
대정현에서는 토공(土貢)으로 전복·표고·우무·미역·다시마·비자·감귤·유감(乳柑)·동정귤(洞庭橘)·청귤(靑橘)을, 약재로 후박(厚朴)·탱자(枳實)·석골풀·팔각(八角)·두충(杜沖)·끼무릇뿌리(半夏)·치자(梔子)·향부자(香附子)·푸른귤껍질(靑皮)·묵은 귤껍질(陳皮)·엄나무껍질(海東皮)·영릉향(零陵香) 등을 바쳤다. 
마정(馬政)과 관련하여 《세종실록》에는 세종 당시에는 대정현의 목장에 2,009필의 말이 있었다고 하였다. 《신증동국여지승람》에는 대정현에 속한 가파도(加波島), 고도수(古道水)ㆍ시수(顋水), 모동(毛洞), 골른오름(竝岳), 고근산(孤根山)에 모두 목장이 설치되어 있었다고 한다. 가파도의 경우는 영조 26년(1750년) 국영 목장인 별둔장(別屯場)을 설치하여 왕실에 진상할 흑우(黑牛)의 방목장으로 이용되었다. 

### 관직
대정현감은 현의 감목관(監牧官)을 겸하였으며, 정의현도 같다. 

#### 지대정현사(知大靜縣事)
- 강순(康純)

#### 대정현감
- 박욱 - 대정현감으로 내정되었으나 태종 16년 정의현감 신치와 함께 늙으신 부모가 있다는 이유로 부임이 취소되었다.
- 유신(兪信) - 초대 대정현감이다.
- 이신 - 세종 9년 10월 24일에 제주판관 문헌과 함께 그 직첩이 반환되었다.
- 안위(安位) - 문종 1년에 대정현감으로 임명되었다.
- 이성손(李誠孫) - 성종 9년
- 최달하 - 연산군 3년
- 김석철 - 중종 15년 이전에 대정현감을 지냈다.
- 정운 -중종 34년(1539년)
- 공사검 - 명종 10년
- 김호제(金好悌) - 선조 29년
- 이몽량 - 선조 36년
- 이서룡 - 선조 39년. 부임 넉 달만에 사헌부의 탄핵을 당하였는데, 바다에서 태풍을 만나 익사하였다.
- 류시건(柳時健) - 선조 39년
- 양수진(楊秀津) - 광해군 3년
- 박기남(朴奇男) - 광해군 8년에 사간원의 탄핵을 받았다.
- 이구(李球)
- 강이진(康履鎭) - 철종 8년(1858년)과 13년(1862년)에 대정현감을 지냈다.
- 강재오(康在五) - 고종 17년(1880) 9월부터 19년(1882) 5월까지 대정현감으로 재임하였으며, 전임 대정현감 강이진의 아들이다.

#### 대정군수
- 채구석